# Уайт, Крис (спортсмен)
Крис Уайт (англ. Christopher Sherratt White; 10 сентября 1960, Гисборн, Новая Зеландия) — новозеландский гребец (академическая гребля), многократный чемпион и призёр чемпионата мира по академической гребле 1982-83, 1986, 1995 года; бронзовый призёр летних Олимпийских игр 1988 года в Сеуле в заплыве четвёрок.

## Биография
Крис Уайт родился 9 сентября 1960 года в Гисборне, Новая Зеландия. Состоял в спортивном клубе по академической гребле — Waikato. В сезоне 1980/81 года стал чемпионом национальных соревнований среди двоек с рулевым (вместе с напарниками Грегом Джонстоном и Ноэлем Паррисом). В составе этого клуба Уайт выиграл 36 национальных титулов по академической гребле. За национальную сборную Новой Зеландии выступал в период с 1981 по 1996 год.
За победу на чемпионате мира по академической гребле 1982 года в Люцерне восьмёрка новозеландцев, в составе которых был Уайт, была включена в Зал славы спортивных достижений Новой Зеландии (англ. New Zealand Sports Hall of Fame).

### Олимпийские выступления
Единственная олимпийская медаль в активе Уайта была добыта на соревнованиях в 1988 году в Сеуле. В составе четвёрки распашной с рулевым вместе с Ианом Райтом, Эндрю Бёрдом, Грегом Джонстоном и Джорджем Кейсом он выиграл бронзовую медаль. В финальном заплыве с результатом 6:15.78 команда новозеландских гребцов заняла третье место, уступив первенство соперникам из Румынии (6:13.58 — 2-е место) и ГДР (6:10.74 — 1-е место)